# Dicamptus giganteus
Dicamptus giganteus är en stekelart som beskrevs av Szepligeti 1905. Dicamptus giganteus ingår i släktet Dicamptus och familjen brokparasitsteklar. Inga underarter finns listade i Catalogue of Life.